# Kyss mig
Kyss mig är en svensk dramafilm i regi av Alexandra-Therese Keining med Ruth Vega Fernandez i rollen som Mia och Liv Mjönes som Frida. Filmen hade biopremiär den 29 juli 2011.
Filmen blev mycket uppmärksammad som en av få svenska filmer som då skildrade kvinnlig homo- och bisexualitet.[källa behövs]

## Handling
Mia är nyförlovad med Tim när hon blir förälskad i Frida, dotter till sin pappas blivande fru. Kärleken mellan Mia och Frida ställer livet på ända och rör upp frågor om trohet, kärlek och förväntningar på sig själv och på andra.

## Rollista
- Ruth Vega Fernandez – Mia
- Liv Mjönes – Frida
- Lena Endre – Elisabeth
- Krister Henriksson – Lasse
- Joakim Nätterqvist – Tim
- Tom Ljungman – Oskar
- Josefine Tengblad – Elin
- Björn Kjellman – präst
- Jan Goldring – säkerhetsvakt
- Anna Nygren – lärare i aula